# 김경두
김경두(1983년 4월 28일 ~ )는 대한민국의 축구 선수이며, 포지션은 골키퍼이다.